# Cantó de Trun
El cantó de Trun és un cantó francès del departament de l'Orne, situat al districte d'Argentan. Té 22 municipis i el cap es Trun.

## Municipis
- Aubry-en-Exmes
- Bailleul
- Brieux
- Chambois
- Coudehard
- Coulonces
- Écorches
- Fontaine-les-Bassets
- Guêprei
- Louvières-en-Auge
- Merri
- Montabard
- Mont-Ormel
- Montreuil-la-Cambe
- Neauphe-sur-Dive
- Nécy
- Ommoy
- Saint-Gervais-des-Sablons
- Saint-Lambert-sur-Dive
- Tournai-sur-Dive
- Trun
- Villedieu-lès-Bailleul

## Història
| Data d'elecció                           | Identitat         | Partit                    | Qualitat |
| ---------------------------------------- | ----------------- | ------------------------- | -------- |
| 1945-19..                                | M. Houel          | RPF, després RI           |          |
| 19..-1994                                | François Oriot    | UDR, després RPR          |          |
| 1994-2008                                | Pierre Wadier     | UDF, després UMP          |          |
| 2008-                                    | Christophe Gérard | Divers droite, després NC |          |
| les dades anteriors no són pas conegudes |                   |                           |          |
|                                          |                   |                           |          |

## Demografia
| A partir de 1990: Població sense dobles comptes |